# Oszmán kalifa
Oszmán ibn Affán (Mekka, 574 k. – Medina, 656. június 17.) volt az iszlám harmadik, a Rásidún (helyesen vezetettek) kalifája (uralkodott 644. november 6-ától haláláig). Mohamed próféta egyik vejeként a társak (szahába) egyike volt. A befolyásos és gazdag Umajja-törzs sarjaként rokonait fontos pozíciókba juttatva megvetette a későbbi Omajjád-dinasztia alapjait, és megteremtette számukra a hatalom megszerzésének lehetőségét.
Nevéhez fűződik a Korán máig elfogadott redakciójának elkészíttetése, az Újperzsa Birodalom végleges szétzúzása, valamint iráni területeinek meghódítása, illetve a mai Líbia nagy részének elfoglalása. Uralma alatt a szíriai emír, a később kalifává váló I. Muávija sikeres hadjáratokat vezetett a Bizánci Birodalom ellen (többek között elfoglalva Ciprust).

## Oszmán előélete és áttérése
A Kurajs törzshöz tartozó Banú Umajja sarjaként a Mohamednél néhány évvel fiatalabb Oszmán meglehetős gazdagságra tett szert a Próféta fellépése (610) előtt, elsősorban uzsoraügyletekből és szövetkereskedelemből. Barátja, Abu Bakr rábeszélésére hamar áttért az iszlámra, ekkor jelentős összegeket fordított jótékonykodásra. Törzse, amely Mohamed esküdt ellensége volt, ezért üldözte őt. Részt is vett – Abu Bakrhoz hasonlóan – az axúmi kitelepedési kísérletben (egyes források szerint ő kért először engedélyt a prófétától a távozásra), majd hitsorsosaival átköltözött Jaszribba.
Kapcsolatait erősítette, amikor a próféta lányát, Rukajját vette feleségül, ám ő még jóval apja halála előtt elhunyt. Oszmán ekkor halott hitvese egy húgát, Umm Kulszúmot vette el.

## Mohamed és a kalifák szolgálatában
A ma már Medinának nevezett Jaszribban, Oszmán Mohamed próféta belső köréhez tartozott, gyakran járt el titkáraként. A 624-es badri ütközetben nem vett részt, mert beteg feleségét kellett ápolnia, de kivételes helyzete révén részesült a zsákmányból. Később minden csatában jelen volt, ahol Mohamed próféta is harcolt. A hudajbijjai szerződés megkötéséhez vezető béketárgyalásokban is komoly szerepet vállalt. Hatalmas összegeket áldozott az iszlám ügyéért: Medinában megvásárolt egy kutat a zsidóktól a muszlimok szabad használatára; nagyrészt az ő pénzén bővítették ki a gyarapodó közösség számára szűkké váló Maszdzsid an-Nabavít; rengeteg tevével, lóval és arannyal járult hozzá a bizánci támadás hírére megkezdett készülődéshez. A próféta olyan nagyra tartotta, hogy amikor halálhírét keltették, bosszúra eskette meg híveit, illetve egy alkalommal kijelentette: bármit is tesz Oszmán ezután, nem válik a kárára. A hagyomány szerint azon tíz fő közé tartozik, akiknek Mohamed megígérte, hogy a Mennyországba jutnak.
632-ben nagy szerepe volt a kalifátus megteremtésében és Abu Bakr hatalomra juttatásában, majd Omárt is támogatta fontos tanácsadóként. Ez utóbbi úgy intézkedett az öröklésről, hogy egy hattagú tanácsra bízta az utódja megválasztását. Ennek Oszmán mellett Ali ibn Abi Tálib, Mohamed unokatestvére, veje és unokáinak apja is tagja volt. Omár meggyilkolásakor (644. november 3.) Oszmán és Ali szerepelt a két lehetséges jelöltként, és végül harmadnapra a tanács az előbbi mellett döntött – talán nagyobb élettapasztalata, idősebb kora miatt; egy hagyomány szerint Alival ellentétben ígéretet tett elődei politikájának folytatására.

## A választás
A hagyomány szerint Oszmánt öten választották meg, mivel Talha ibn Ubajdalláh nem érkezett meg időben – igaz, jelöltségéről korábban lemondott Oszmán javára. Zubajr ibn al-Avvám Ali, Szaad ibn Abi Vakkász pedig Abd ar-Rahmán ibn Auf javára lépett vissza. Miután Abd ar-Rahmán szintén lemondott, ő döntött a két, versenyben maradt jelölt között. Bíráskodását mindketten elfogadták. Előzőleg számos befolyásos muszlimmal tárgyalt, és a Hásimiták kivételével szinte mindenki Oszmán mellett szavazott.

## Oszmán kalifátusa

### Elégedetlenség a kezdetektől
Abu Bakrral és Omárral ellentétben Oszmánnal szemben már számos elégedetlenkedő hang bukkant fel. Egyik legbefolyásosabb ellenfele a próféta kedvenc felesége, Áisa volt, majd később mind többen szólaltak fel, amikor látták, hogy mind több állami funkciót bíz rokonaira, az Omajjádokra. Ennek nepotizmus mellett az is lehet magyarázata, hogy a mind nagyobbá és áttekinthetetlenebbé növő birodalmi adminisztrációt megbízható emberekre akarta bízni.
A hódítások üteme is lelassult, így mind kevesebb zsákmányban részesült a hadsereg. Ennek hatására a határvidék katonái is zavarogtak, ugyanis az Omár által bevezetett penziórendszerben alacsonyabb bérezést kaptak a rövidebb ideje szolgáló katonák, mint idősebb társaik; emellett követelték, hogy a kincstári kezelésbe vett földeket osszák ki közöttük. A mozgalom elsősorban a szegényebb peremvidékek rossz körülmények között élő garnizonjait érintette (elsősorban Egyiptom és Irak területén). Olaj volt a tűzre az elvileg egyenlő muszlimok között fennálló vagyoni különbségek mind élesebb jelentkezése – a társak egyike, Abu Dzarr al-Gifári például hangosan kritizálta az állami vagyon elherdálását és a mértéktelen gazdagságot, ezért Oszmán kénytelen volt száműzni őt a sivatagba Medina mellett.

### Az Omajjádok térnyerése
A harmadik kalifa számos rokonát juttatta fontos pozícióba, és emelte őket ezáltal a leggazdagabbak közé. Fő tanácsadója, a Medina élére kinevezett Marván ibn al-Hakam és az Omár idejében kinevezett szíriai emír, Muávija ibn Abi Szufján egyaránt Omajjádok voltak: Marván az unokatestvére, Muávija pedig apjának unokatestvére volt. Később mindketten örökölték a kalifátust. Mindemellett a társak tanácsának továbbra is jelentős szerepe maradt a birodalom kormányzásában.

### Pénzügyi és gazdasági válság
Oszmán idejére megmutatkoztak a gyors terjeszkedés káros hatásai. A centrumtól távolabb eső vidékek adminisztrációjának ellenőrzése nem volt megoldott, így az egyes emírek előtt nyitva állt az út a korrupció előtt. A terjeszkedés lassulásával mindinkább a birodalmi adókra kellett támaszkodnia a kalifátusnak, ha fenn akarta tartani magát, de ez nem bizonyult elégnek. Az Arab-félsziget beduinjai folyamatosan áramlottak az új katonai táborokba (maszr), ahol – lévén muszlimok – kénytelenek voltak őket bevenni a hadseregbe. Bár fizetésük alacsony volt, többletkiadást jelentettek. Oszmán épp ezért mindent megtett a hódítások folytatása érdekében, de a hajdani ütemet nem lehetett tartani, ráadásul az új birtokok közel sem voltak olyan gazdagok, mint Szíria, Egyiptom és Mezopotámia volt. Mindezt feltehetően egy gazdasági válság tetézte.

### A hódítások
Muávija szíriai helytartó a bizánciak rémévé nőtte ki magát. Gazdag, és a bizánci adminisztráció megőrzése révén fejlett tartománya erőforrásaiból rendszeres anatóliai portyák mellett flottaépítésre is telt. A Konstantinápoly felé vezető tengeri úton 649-ben Ciprus, 654-ben pedig Rodosz esett el, majd 655-ben Lükia partjainál az új arab hajóhad tönkreverte az ellentámadásra induló bizánci flottát.
A nyugati és keleti irányú terjeszkedés az előző évekhez képest lelassult: Észak-Afrikában egyedül 647–648-ban indult egy nagyobb betörés, amely elfoglalta Tripolit, és Sufetula mellett legyőzték az önállóságát kikiáltó Gregoriosz exarchát. Hódításuk azonban nem volt tartós, csak a 660-as években indult meg az új hullám. Keleten a 642-es nihávandi csata megpecsételte a Szászánida Birodalom sorsát, bár III. Jazdagird 651-es meggyilkolásáig tartományról tartományra menekült. Az arabokkal szemben a helyi hatalmasságok igyekeztek ellenállni, központi sereget már nem tudtak kiállítani. Az iráni területek nagy részét sikerült Oszmán ideje alatt a birodalomba olvasztani, 652-ben Herát is elesett.

### A Korán
Az iszlám szempontjából rendkívül jelentős lépés fűződik Oszmán nevéhez: a végleges Korán-redakció kiadása. Isten Mohamed prófétán keresztül kinyilatkoztatott szavait ugyanis elvétve jegyezték fel, főleg az első időkben, és akkor is külön-külön, gyorsan pusztuló anyagokra (például pálmalevelekre). Már Abu Bakr idejében felfigyeltek annak lehetőségére, hogy a hihetetlen ütemben növekedő birodalomban nem lehet ellenőrizni, miféle kinyilatkoztatásokat miképpen interpretálnak, ezért Omár tanácsára Hafszánál, annak lányánál elhelyeztek egy nagyobb gyűjteményt.
Oszmán idejére a probléma még égetőbbé vált, számos el nem hangzott vagy félreértett és félremagyarázott kinyilatkoztatás keringett a távoli helyőrségekben. A kalifa elrendelte, hogy állítsák össze a kanonikus Koránt. Hafsza gyűjteményének felhasználásával összegyűjtöttek számos, isteninek tekintett szöveget, majd a társakkal megvizsgáltatták azokat, és ha többen tanúsították, hogy Mohamed szájából elhangzott egy bizonyos részlet, azt elfogadták eredetinek.
Ekkor készült el a Korán ma is használatos redakciója. Az első példányokat a Maszhaf („Összefűzött”) névvel illették, tudomásunk szerint ezek voltak az arab történelem legelső könyvei. A maszhafokat szétküldtek a különböző vidékekre, elrendelve a többi kinyilatkoztatás megsemmisítését. Az apokrifok ellen azonban nem indult hadjárat, ezért sokáig számos másik variáns keringett a későbbiekben, többek között Abdalláh ibn Maszúdé, Ubajj ibn Kabé vagy Abu Músza al-Asarié.

## Oszmán megbuktatása
Az Oszmán elleni fellépés hamarosan vallási színezetet kapott: számos ellenfele az iszlám megújításával, bidával vádolta. Halála után felmentették a vád alól, de életében komoly gondokat jelentett. Bukását mégsem a vallási ellenzék, hanem az elégedetlen katonák okozták. 656-ban az egyiptomi elégedetlenkedők követeket menesztettek Medinába, ahol Oszmán hamis ígéretet tett nekik helyzetük javítására. A katonák útközben elfogták Marván egy Egyiptomba menesztett küldöncét, aki a legveszélyesebb agitátorok megbüntetésének parancsát vitte a kormányzóhoz.
Közben Medina lakossága is felkelt, a Próféta-mecsetben kövekkel dobálták meg a kalifát, és kérték a katonák visszatérését. Ők, miután üzentek az iraki elégedetlenkedőknek, hogy küldjenek segítséget, bekerítették Oszmán házát, és elvágták víz- és élelemutánpótlását. Később, amikor hírek kezdtek szállingózni, hogy a gyűlölt kalifa felmentésére erősítés közeleg, a lázadók betörtek a házba, és legyilkolták a Koránt békésen olvasgató öregembert.

## Következmények
Az, hogy a próféta helyettesét hitsorstársai gyilkolták meg, önmagában is hatalmas botrány volt, de kihatásaiban még jelentősebbnek bizonyult. A helyszínen az addigi eseményektől távol maradó, de a lázadókat támogató Alit választották meg Oszmán utódjául, azonban két ellenzéki góc is alakult ellene. Az Omár örökösödésénél a hatos tanácsban részt vevő Talha ibn Ubajd Alláh és Zubajr ibn al-Avvám Mekkába sietett, ahol Áisával összefogva megalakították az ún. medinai pietisták körét, amely mind Oszmánt, mind Alit elítélte. A másik ellenfél Muávija volt, aki megtagadta a hűségesküt Alinak. Kitört az iszlám történetének első polgárháborúja, az első fitna.

## Házasságok és utódok
A hagyományok három feleségét említik: a keresztény Najla bint Faraszát, a próféta két lányát, Umm Kulszúmot és Rukajját, illetve egy zsidó nőt. Najlától született Amr nevű fia és Áisa nevű lánya, Rukajjától pedig kétévesen elhunyt fia, Abdalláh. Egy Abán nevű fiáról is történik említés. Áisa férje a hű tanácsadó, a később kalifaságig jutó Marván lett.